# Mamiarisoa Modeste Randrianifahanana
Mamiarisoa Modeste Randrianifahanana (* 18. Juni 1967 in Fiakarana, Distrikt Ambohidratrimo) ist ein madagassischer römisch-katholischer Geistlicher und ernannter Weihbischof in Antananarivo.

## Leben
Mamiarisoa Modeste Randrianifahanana studierte Philosophie am Priesterseminar in Antsirabe und Theologie am Priesterseminar in Ambatoroka. Am 6. September 1997 empfing er das Sakrament der Priesterweihe für das Erzbistum Antananarivo.
Nach der Priesterweihe war er bis 2003 Seelsorger der eucharistischen Jugendbewegung sowie Liturgiebeauftragter des Erzbistums. Von 2003 bis 2017 war er als Fidei-Donum-Priester auf Réunion tätig. Nach der Rückkehr in die Heimat war er bis 2020 Pfarrer des Missionsdistrikts von Ambatolampy. Von 2020 bis 2023 war er als Ausbilder am Priesterseminar in Antsirabe tätig und seither Generalvikar des Erzbistums Antananarivo.
Papst Leo XIV. ernannte ihn am 26. Juni 2025 zum Titularbischof von Iucundiana und zum Weihbischof in Antananarivo.